# Campionati africani maschili di pallacanestro Under-20
I Campionati africani maschili di pallacanestro Under-20 (in inglese FIBA AfroBasket Under-20) erano una competizione sportiva continentale organizzata dalla FIBA Africa, la federazione africana della pallacanestro.
Si trattava di un torneo tra nazionali composte di giocatori al di sotto dei 20 anni di età.
L'ultima edizione, svoltasi nel 2004, si è conclusa con i seguenti risultati:
| Campioni d'Africa Under-20 | Campioni d'Africa Under-20 | Campioni d'Africa Under-20 | Campioni d'Africa Under-20 |
| -------------------------- | -------------------------- | -------------------------- | -------------------------- |
| Egitto                     |                            |                            |                            |
| Posizione                  | Squadra                    | V/P                        |                            |
| 2.                         | Nigeria                    | -                          |                            |
| 3.                         | Camerun                    | -                          |                            |
| 4.                         | Angola                     | -                          |                            |
| 5.                         | Senegal                    | -                          |                            |
| 6.                         | Marocco                    | -                          |                            |
| 7.                         | Algeria                    | -                          |                            |
| 8.                         | Mauritania                 | -                          |                            |
| 9.                         | Mali                       | -                          |                            |
| 10.                        | RD del Congo               | -                          |                            |